# Хэмм, Стю
Стю́арт «Стю» Хэмм (англ. Stuart "Stu" Hamm; 8 февраля 1960, Новый Орлеан, США) — американский рок- и фьюжн-бас-гитарист, известный по своим выступлениям с Джо Сатриани, а также своими сольными альбомами.

## Биография
Стюарт «Стю» Хэмм — один из тех, без которого трудно представить современную музыку. Выдающийся басист-виртуоз, он показал, на что способен инструмент, существенно обогатив возможности его звучания. Стиль Хэмма, в котором сочетаются фламенко, слэп и двуручный тэппинг, принес ему известность и признание по всему миру. В его дискографии записи с лучшими музыкантами последних десятилетий: альбом Стива Вая Flex- Able (1984) и Passion and Warfare (1990); диски Джо Сатриани Flying in a Blue Dream (1989), Time Machine (1993), Crystal Planet (1998); двойной CD/DVD концерта Live in San Francisco (2001); и альбом Live (1997) в составе группы G3.
Сольные работы Хэмма также были отмечены музыкальными критиками всего мира. Постоянно находясь на гребне актуальных течений, Хэмм всегда удивлял публику новаторством и нешаблонным подходом к написанию музыки. За двумя великолепными инструментальными альбомами Radio Free Albemuth (1988) и Kings of Sleep (1989) последовал первая «песенная» пластинка Хэмма The Urge, в записи которой приняли участие гитарист-виртуоз Эрик Джонсон и небезызвестный барабанщик Томми Ли. Далее последовали совместные проекты с Френком Гэмбейлом, пианистом Чиком Кореа; Грэгом Биссонеттом, Билли Шихэном, Стивом Смитом и многими другими. Помимо собственно музыки, на счету маэстро две видео школы Slap, Pop & Tap For The Bass и Deeper Inside the Bass.
Стю Хэмм неоднократно становился «Лучшим джаз и рок-басистом» по мнению журнала Guitar Player, был рекомендован журналом Bass Player как «басист, обязательный для прослушивания» и является носителем почетного звания «Блестящий выпускник Беркли».
Стюарт Хэмм играет на гитаре именной модели Fender Urge и является эндорсером фирмы Hartke.